# デリンズタウンスタッド
デリンズタウンスタッド（Derrinstown Stud）は、アイルランドのキルデア県メイヌースにあるサラブレッドの種牡馬及び功労馬の繋養を行う牧場である。
牧場の所有者はハムダン・ビン＝ラーシド・アール＝マクトゥーム（シェイク・ハムダン）。
繋養馬は競走馬としてシェイク・ハムダンが所有していた馬が多い。

## 主な繋養馬
種牡馬（2023年）
- Minzaal
- Awtaad

## 過去の繋養馬
種牡馬及び功労馬
- Almutawakel / アルムタワケル（2001年 - 2006年引退 - 2007年死亡）
- Bahri / バーリ（2004年 - ）
- Marju / マルジュ（1992年 - ）
- Alhaarth / アルハース（1998年 - ）
- Arcano / アルカノ（2012年 - ）
- Elnadim / エルナディム（2002年 - ）
- Intikhab / インティカブ（2000年 - ）
- Haatef / ハーテフ（2009年 - ）
- Tamayuz / タマユズ（2009年 - ）